# Llista d'estats sobirans del 1912

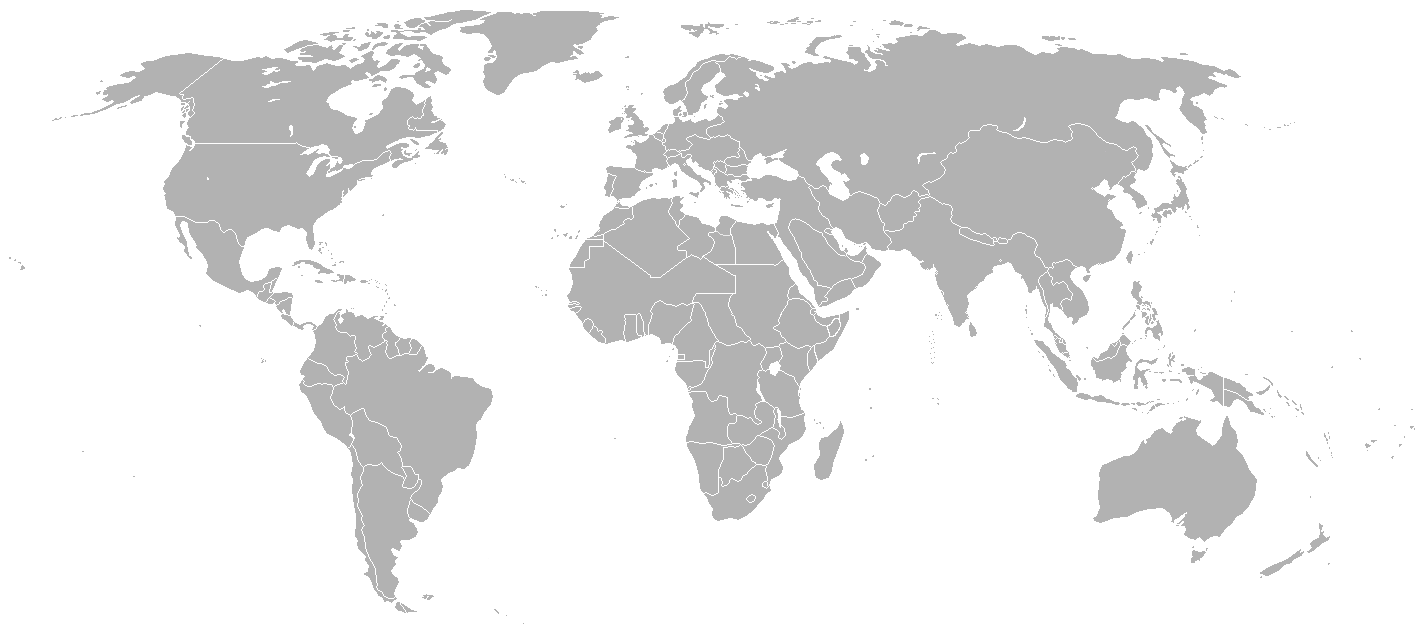
Mapa polític del món el 1912

## Estats sobirans

### A
- Albània (des del 28 de novembre)
- Imperi Alemany[1]
- Andorra – Principat d'Andorra
- Argentina – República de l'Argentina
- Austràlia – Commonwealth d'Austràlia
- Àustria-Hongria – Imperi Austrohongarès[2]

### B
- Bèlgica – Regne de Bèlgica
- Bolívia – República de Bolívia
- Brasil – República dels Estats Units del Brasil
- Bulgària – Regne de Bulgària

### C
- Canadà – Domini del Canadà
- Colòmbia – República de Colòmbia
- Costa Rica – República de Costa Rica
- Cuba – República de Cuba

### D
- Dinamarca – Regne de Dinamarca
- República Dominicana

### E
- Equador – República de l'Equador
- Espanya – Regne d'Espanya
- Estats Units – Estats Units d'Amèrica
- Etiòpia – Imperi d'Etiòpia

### F
- França – República Francesa[3]

### G
- Grècia – Regne de Grècia
- Guatemala – República de Guatemala

### H
- Haití – República d'Haití
- Hondures – República d'Hondures

### I
- Itàlia – Regne d'Itàlia

### J
- Japó - Imperi del Japó[4][5]

### L
- Libèria – República de Libèria[6]
- Liechtenstein – Principat de Liechtenstein
- Luxemburg – Gran Ducat de Luxemburg

### M
- Marroc – Regne del Marroc (fins al 30 de març)
- Mèxic – Estats Units Mexicans
- Mònaco – Principat de Mònaco
- Montenegro – Regne de Montenegro

### N
- Nicaragua – República de Nicaragua
- Noruega – Regne de Noruega
- Nova Zelanda - Domini de Nova Zelanda

### O
- Imperi Otomà[7]

### P
- Països Baixos – Regne dels Països Baixos
- Panamà – República del Panamà
- Paraguai – República del Paraguai
- Pèrsia – Imperi Persa
- Perú – República Peruana
- Portugal – República de Portugal

### R
- Regne Unit – Regne Unit de la Gran Bretanya i Irlanda
- Romania – Regne de Romania
- Imperi Rus[8]

### S
- El Salvador – República del Salvador
- San Marino – Sereníssima República de San Marino[9]
- Sèrbia – Regne de Sèrbia
- - Regne de Siam
- Sud-àfrica – Unió de Sud-àfrica[10]
- Suècia – Regne de Suècia
- Suïssa – Confederació suïssa

### T
- Terranova – Domini de Terranova

### U
- Uruguai – República Oriental de l'Uruguai

### V
- Veneçuela – Estats Units de Veneçuela[11]

### X
- Xile – República de Xile
- República de la Xina (des de l'1 de gener)

## Estats que proclamen la sobirania
- Icària – Estat Lliure d'Icària (del 18 de juliol al 4 de novembre)[12][13][14]